# Казахстан на летних Олимпийских играх 2004
На летних Олимпийских играх 2004 года Казахстан был представлен делегацией, возглавляемой Национальным олимпийским комитетом Республики Казахстан, в которую входили 119 спортсменов, выступавших в 17 видах спорта.
В медальном зачёте сборная Казахстана заняла 40 место. По сравнению с предыдущей Олимпиадой в Сиднее команда опустилась на 18 позиций.

## Достижения
|           | Золото | Серебро | Бронза | Всего |
| --------- | ------ | ------- | ------ | ----- |
| Казахстан | 1      | 4       | 3      | 8     |

### Золотая медаль
| Вид спорта | Дисциплина                   | Спортсмен      | Результат |
| ---------- | ---------------------------- | -------------- | --------- |
| Золото: 1  |                              |                |           |
| Бокс       | Первый средний вес (— 69 кг) | Бахтияр Артаев |           |

### Серебряные медали
| Вид спорта       | Дисциплина                   | Спортсмен         | Результат |
| ---------------- | ---------------------------- | ----------------- | --------- |
| Серебро: 4       |                              |                   |           |
| Бокс             | Второй средний вес (— 75 кг) | Геннадий Головкин |           |
| Тяжёлая атлетика | До 77 кг                     | Сергей Филимонов  | 372,5 кг  |
| Борьба           | Греко-римская, до 120 кг     | Георгий Цурцумиа  |           |
| Борьба           | Вольная, до 74 кг            | Геннадий Лалиев   |           |

### Бронзовые медали
| Вид спорта      | Дисциплина              | Спортсмен      | Результат  |
| --------------- | ----------------------- | -------------- | ---------- |
| Бронза: 3       |                         |                |            |
| Лёгкая атлетика | Десятиборье             | Дмитрий Карпов | 8725 очков |
| Бокс            | Лёгкий вес (— 60 кг)    | Серик Елеуов   |            |
| Борьба          | Греко-римская, до 66 кг | Мхитар Манукян |            |

## Состав олимпийской сборной Казахстана

### Бокс
Спортсменов — 8
| Соревнование          | Спортсмены                            | 1-й раунд                            | 2-й раунд                           | Четвертьфинал                  | Полуфинал                              | Финал                | Место |
| Соревнование          | Спортсмены                            | Соперник Результат                   | Соперник Результат                  | Соперник Результат             | Соперник Результат                     | Соперник Результат   | Место |
| --------------------- | ------------------------------------- | ------------------------------------ | ----------------------------------- | ------------------------------ | -------------------------------------- | -------------------- | ----- |
| до 51 кг              | Миржан Рахимжанов                     | Джозеф Серрано (PUR) поб. 42-23      | Георгий Балакшин (RUS) пор. 20-29   | Завершил выступление           | Завершил выступление                   | Завершил выступление |       |
| до 57 кг              |                                       |                                      |                                     |                                |                                        |                      |       |
| Галиб Джафаров        | Брайн Майанджа (UGA) поб. RSC         | Бекзод Хидиров (UZB) поб. 40-22      | Алексей Тищенко (RUS) пор. 26-36    | Завершил выступление           | Завершил выступление                   |                      |       |
| до 60 кг              |                                       |                                      |                                     |                                |                                        |                      |       |
| Серик Елеуов          |                                       | Мануэль Феликс Диас (DOM) поб. 28-16 | Доменико Валентино (ITA) поб. 29-23 | Амир Хан (GBR) пор. 26-40      | Завершил выступление                   | 3                    |       |
| до 64 кг              |                                       |                                      |                                     |                                |                                        |                      |       |
| Нуржан Каримжанов     | Хуан де Диос Наварро (MEX) поб. 48-31 | Хишам Нафиль (MAR) поб. 33-13        | Борис Георгиев (BUL) пор. 18-20     | Завершил выступление           | Завершил выступление                   |                      |       |
| до 69 кг              |                                       |                                      |                                     |                                |                                        |                      |       |
| Бахтияр Артаев        | Вилли Бертран Танкеу (CMR) поб. WO    | Алиаскер Баширов (TKM) поб. 33-23    | Виктор Поляков (UKR) поб. RSC       | Олег Саитов (RUS) поб. 20-18   | Лоренсо Арагон (CUB) поб. 36-26        | 1                    |       |
| до 75 кг              |                                       |                                      |                                     |                                |                                        |                      |       |
| Геннадий Головкин     |                                       | Ахмед Али Хан (PAK) поб. 31-10       | Рамадан Ясер (EGY) поб. 31-20       | Андре Диррелл (USA) поб. 23-18 | Гайдарбек Гайдарбеков (RUS) пор. 18-28 | 2                    |       |
| до 81 кг              |                                       |                                      |                                     |                                |                                        |                      |       |
| Бейбут Шуменов        | Алексей Кузимский (POL) поб. 34-22    | Ихсан Тархан (TUR) поб. 19-27        | Завершил выступление                | Завершил выступление           | Завершил выступление                   |                      |       |
| свыше 91 кг           |                                       |                                      |                                     |                                |                                        |                      |       |
| Мухтархан Дильдабеков |                                       | Себастиан Кёбер (GER) поб. 28-18     | Александр Поветкин (RUS) пор. 15-31 | Завершил выступление           | Завершил выступление                   |                      |       |

### Борьба
Спортсменов — 12
Вольная борьба
| Спортсмен           | Категория | Квалификация                                                                           | Четвертьфиналы                | Полуфиналы                 | Финал                        | Дополнительный раунд 1 | Матч за 5 место | Матч за 3 место               | Место |
| Спортсмен           | Категория | Результат                                                                              | Результат                     | Результат                  | Результат                    | Результат              | Результат       | Результат                     | Место |
| ------------------- | --------- | -------------------------------------------------------------------------------------- | ----------------------------- | -------------------------- | ---------------------------- | ---------------------- | --------------- | ----------------------------- | ----- |
| Бауыржан Оразгалиев | до 55 кг  | Александр Захарук (UKR) 1-3 П Герман Кантоев (BLR) 1-4 П                               | Не прошёл                     | Не прошёл                  | Не прошёл                    | Не прошёл              | Не прошёл       | Не прошёл                     |       |
| Леонид Спиридонов   | до 66 кг  | Эван Макдональд (CAN) 10-7 В Серафим Барзаков (BUL) 5-4 В                              | Кадзухико Икэмацу (JPN) 3-2 В | Эльбрус Тедеев (UKR) 2-4 П |                              |                        |                 | Махач Муртазалиев (RUS) 1-2 П | 4     |
| Геннадий Лалиев     | до 74 кг  | Нэйт Акерман (GBR) 11-0 В Араик Геворгян (ARM) TO В                                    | Джо Уильямс (USA) 3-2 В       | Иван Фундора (CUB) 5-4 В   | Бувайсар Сайтиев (RUS) 0-7 П |                        |                 |                               | 2     |
| Магомед Куруглиев   | до 84 кг  | Сергей Борчанка (BLR) 1-3 П Кэл Сэндерсон (USA) 2-4 П                                  | Не прошёл                     | Не прошёл                  | Не прошёл                    | Не прошёл              | Не прошёл       | Не прошёл                     |       |
| Ислам Байрамуков    | до 96 кг  | Рустам Агаев (AZE) 2-7 П Нико Джейкобс (NAM) 7-1 В                                     | Не прошёл                     | Не прошёл                  | Не прошёл                    | Не прошёл              | Не прошёл       | Не прошёл                     |       |
| Марид Муталимов     | до 120 кг | Юрий Мильдзихов (KGZ) 3-2 В Франческо Миано-Петта (ITA) 3-0 В Керри Маккой (USA) 4-1 В |                               | Алиреза Резаи (IRI) 1-4 П  | Не прошёл                    |                        |                 | Айдын Полатчи (TUR) 1-3 П     | 4     |

Греко-римская борьба
| Спортсмен          | Категория | Квалификация                                                                            | Четвертьфиналы             | Полуфиналы                | Финал                    | Дополнительный раунд 1 | Матч за 5 место             | Матч за 3 место               | Место |
| Спортсмен          | Категория | Результат                                                                               | Результат                  | Результат                 | Результат                | Результат              | Результат                   | Результат                     | Место |
| ------------------ | --------- | --------------------------------------------------------------------------------------- | -------------------------- | ------------------------- | ------------------------ | ---------------------- | --------------------------- | ----------------------------- | ----- |
| Нурбахыт Тенизбаев | до 55 кг  | Им Дэ Вон (KOR) 4-4+ П Мариан Санду (ROU) 0-6 П                                         | Не прошёл                  | Не прошёл                 | Не прошёл                | Не прошёл              | Не прошёл                   | Не прошёл                     |       |
| Нурлан Койжайганов | до 60 кг  | Паоло Фучиле (ITA) 7-0 В Акаки Чачуа (GEO) 7-6 В                                        | Алексей Шевцов (RUS) 1-3 П | Не прошёл                 | Не прошёл                |                        | Макото Сасамото (JPN) 0-4 П |                               | 6     |
| Мхитар Манукян     | до 66 кг  | Янис Замандуридис (GER) 3-2 В Константинос Аркодеас (GRE) 4-1 В Гордон Вуд (USA) 11-1 В |                            | Шереф Ероглу (TUR) TO П   | Не прошёл                |                        |                             | Джимми Самуельсон (SWE) 8-1 В | 3     |
| Данил Халимов      | до 74 кг  | Яша Манашеров (ISR) 8-0 В Хосе Альберто Рекуэро (ESP) 3-2 В                             | Рето Бухер (SUI) 0-3 П     | Не прошёл                 | Не прошёл                |                        | Филиберто Аскуй (CUB) WO В  |                               | 5     |
| Асет Мамбетов      | до 96 кг  | Георгиус Котсиомпас (GRE) 0-4 П Марек Ситник (POL) 0-3 П Карам Габер (EGY) TO П         | Не прошёл                  | Не прошёл                 | Не прошёл                | Не прошёл              | Не прошёл                   | Не прошёл                     |       |
| Георгий Цурцумия   | до 120 кг | Ксенофон Котсиомпас (GRE) 2-2 В Мириан Гиоргадзе (GEO) 2-2 П Эдди Бенгтсон (SWE) TO В   |                            | Рулон Гарднер (USA) 4-1 В | Хасан Бароев (RUS) 2-4 П |                        |                             |                               | 2     |

### Велоспорт
Спортсменов — 8

#### Шоссейный велоспорт
Мужчины
| Спортсмены          | Соревнование     | Время    | Место |
| ------------------- | ---------------- | -------- | ----- |
| Максим Иглинский    | групповая гонка  | DNF      | x     |
| Андрей Кашечкин     | групповая гонка  | 5:50,35  | 70    |
| Андрей Мизуров      | групповая гонка  | 5:51,28  | 73    |
| Александр Винокуров | групповая гонка  | 5:41,56  | 35    |
| Сергей Яковлев      | групповая гонка  | 5:48,48  | 53    |
| Андрей Кашечкин     | раздельная гонка | DNF      | x     |
| Александр Винокуров | раздельная гонка | 58:58,14 | 5     |

#### Трековый велоспорт
Мужчины
| Спортсмены             | Соревнование                       | Квалификация | Квалификация | 1 раунд   | 1 раунд   | Финал          | Финал     |
| Спортсмены             | Соревнование                       | Результат    | Место        | Результат | Место     | Результат      | Место     |
| ---------------------- | ---------------------------------- | ------------ | ------------ | --------- | --------- | -------------- | --------- |
| Юрий Юда               | индивидуальная гонка преследования | DNF          | x            | Не прошёл | Не прошёл | Не прошёл      | Не прошёл |
| Алексей Колесов        | гонка по очкам                     |              |              |           |           | 22             | 15        |
| Илья Чернышёв Юрий Юда | мэдисон                            |              |              |           |           | −1 круг 2 очка | 12        |

### Водное поло
Мужчины
| \| № \| \| Поз. \| Имя \| Год рождения \| \| -- \| \| ---- \| ---------------------------------------- \| ------------ \| \| 1 \| \| Вр \| Александр Шведов (ДШНК Алматы) \| 11.04.1973 \| \| 2 \| \| Защ \| Сергей Дроздов («Синтез» Казань) \| 23.10.1969 \| \| 3 \| \| Защ \| Александр Гайдуков («Спартак» Волгоград) \| 10.01.1974 \| \| 4 \| \| Нап \| Горовой Сергей («Синтез» Казань) \| 06.08.1975 \| \| 5 \| \| Защ \| Александр Шидловский (ЦСК ВМФ Москва) \| 14.07.1974 \| \| 6 \| \| Защ \| Иван Зайцев («Динамо» Москва) \| 11.03.1975 \| \| 7 \| \| ПЗ \| Александр Эльке («Реал Каноэ» Мадрид) \| 18.01.1971 \| \| 8 \| \| ПЗ \| Артемий Севостьянов («Синтез» Казань) \| 02.02.1973 \| \| 9 \| \| ПЗ \| Евгений Жиляев («Динамо» Москва) \| 13.07.1973 \| \| 10 \| \| Защ \| Игорь Загоруйко («Синтез» Казань) \| 31.05.1971 \| \| 11 \| \| Вр \| Юрий Смоловый («Спартак» Волгоград) \| 09.04.1970 \| \| 12 \| \| ПЗ \| Александр Полухин (ДШНК Алматы) \| 15.10.1961 \| |                 |      |                                          |              |
| № |                 | Поз. | Имя                                      | Год рождения |
| 1 | Флаг Казахстана | Вр   | Александр Шведов (ДШНК Алматы)           | 11.04.1973   |
| 2 | Флаг Казахстана | Защ  | Сергей Дроздов («Синтез» Казань)         | 23.10.1969   |
| 3 | Флаг Казахстана | Защ  | Александр Гайдуков («Спартак» Волгоград) | 10.01.1974   |
| 4 | Флаг Казахстана | Нап  | Горовой Сергей («Синтез» Казань)         | 06.08.1975   |
| 5 | Флаг Казахстана | Защ  | Александр Шидловский (ЦСК ВМФ Москва)    | 14.07.1974   |
| 6 | Флаг Казахстана | Защ  | Иван Зайцев («Динамо» Москва)            | 11.03.1975   |
| 7 | Флаг Казахстана | ПЗ   | Александр Эльке («Реал Каноэ» Мадрид)    | 18.01.1971   |
| 8 | Флаг Казахстана | ПЗ   | Артемий Севостьянов («Синтез» Казань)    | 02.02.1973   |
| 9 | Флаг Казахстана | ПЗ   | Евгений Жиляев («Динамо» Москва)         | 13.07.1973   |
| 10 | Флаг Казахстана | Защ  | Игорь Загоруйко («Синтез» Казань)        | 31.05.1971   |
| 11 | Флаг Казахстана | Вр   | Юрий Смоловый («Спартак» Волгоград)      | 09.04.1970   |
| 12 | Флаг Казахстана | ПЗ   | Александр Полухин (ДШНК Алматы)          | 15.10.1961   |

Главный тренер — Аскар Оразалинов
Результаты
Группа A
| Место | Команда             | И | В | Н | П | ГЗ | ГП | +/- | Очки |
| ----- | ------------------- | - | - | - | - | -- | -- | --- | ---- |
| 1     | Венгрия             | 5 | 5 | 0 | 0 | 44 | 27 | +17 | 10   |
| 2     | Сербия и Черногория | 5 | 4 | 0 | 1 | 37 | 26 | +4  | 8    |
| 3     | Россия              | 5 | 3 | 0 | 2 | 32 | 28 | +4  | 6    |
| 4     | США                 | 5 | 2 | 0 | 3 | 32 | 37 | -5  | 4    |
| 5     | Хорватия            | 5 | 1 | 0 | 4 | 35 | 41 | -6  | 2    |
| 6     | Казахстан           | 5 | 0 | 0 | 5 | 21 | 42 | -21 | 0    |

Итоговое место — 11
| 15 августа 2004 16:30 (UTC+3) | Россия                                | 5:2 | Казахстан | Водный центр Афин, Афины |
| 15 августа 2004 16:30 (UTC+3) | Счёт по четвертям: 0:0, 1:0, 2:1, 2:1 |     |           | Водный центр Афин, Афины |

| 17 августа 2004 16:30 (UTC+3) | Казахстан                             | 6:9 | США | Водный центр Афин, Афины |
| 17 августа 2004 16:30 (UTC+3) | Счёт по четвертям: 1:1, 3:4, 0:1, 2:3 |     |     | Водный центр Афин, Афины |

| 19 августа 2004 09:30 (UTC+3) | Сербия и Черногория                   | 9:5 | Казахстан | Водный центр Афин, Афины |
| 19 августа 2004 09:30 (UTC+3) | Счёт по четвертям: 3:1, 2:1, 1:1, 3:2 |     |           | Водный центр Афин, Афины |

| 21 августа 2004 09:30 (UTC+3) | Казахстан                             | 4:14 | Венгрия | Водный центр Афин, Афины |
| 21 августа 2004 09:30 (UTC+3) | Счёт по четвертям: 1:3, 0:4, 2:4, 1:3 |      |         | Водный центр Афин, Афины |

| 23 августа 2004 10:45 (UTC+3) | Хорватия                              | 5:4 | Казахстан | Водный центр Афин, Афины |
| 23 августа 2004 10:45 (UTC+3) | Счёт по четвертям: 2:2, 2:0, 0:0, 1:2 |     |           | Водный центр Афин, Афины |

Матч за 9-12 места
| 25 августа 2004 09:30 (UTC+3) | Казахстан                             | 5:10 | Австралия | Водный центр Афин, Афины |
| 25 августа 2004 09:30 (UTC+3) | Счёт по четвертям: 2:2, 1:4, 1:3, 1:1 |      |           | Водный центр Афин, Афины |

Матч за 11-12 места
| 27 августа 2004 09:30 (UTC+3) | Казахстан                             | 15:7 | Египет | Водный центр Афин, Афины |
| 27 августа 2004 09:30 (UTC+3) | Счёт по четвертям: 6:0, 1:2, 5:3, 3:2 |      |        | Водный центр Афин, Афины |

Женщины
| \| № \| \| Поз. \| Имя \| Год рождения \| \| -- \| \| ---- \| ---------------------------------------------- \| ------------ \| \| 1 \| \| Вр \| Галина Рытова (Рари Нант Аугуста) \| 10.09.1975 \| \| 2 \| \| Защ \| Анна Зубкова («Уралочка-ЗМЗ» Златоуст) \| 03.02.1980 \| \| 3 \| \| ПЗ \| Татьяна Губина («Евразия Рахат» Астана) \| 15.12.1977 \| \| 4 \| \| Вр \| Светлана Хапсалис («Евразия Рахат» Астана) \| 15.06.1973 \| \| 5 \| \| Защ \| Светлана Королёва («Евразия Рахат» Астана) \| 07.09.1973 \| \| 6 \| \| ПЗ \| Наталья Красильникова («Евразия Рахат» Астана) \| 02.01.1982 \| \| 7 \| \| Защ \| Алёна Клименко («Евразия Рахат» Астана) \| 19.09.1982 \| \| 8 \| \| Нап \| Екатерина Гариева («Евразия Рахат» Астана) \| 11.06.1981 \| \| 9 \| \| Нап \| Асель Джакаева («КИНЕФ» Сургут) \| 14.03.1980 \| \| 10 \| \| Защ \| Марина Гриценко («Евразия Рахат» Астана) \| 17.08.1980 \| \| 11 \| \| Защ \| Лариса Михайлова («Уралочка-ЗМЗ» Златоуст) \| 13.07.1981 \| \| 12 \| \| Защ \| Наталья Игнатьева («Евразия Рахат» Астана) \| 17.08.1978 \| \| 13 \| \| Защ \| Ирина Толкунова («Вольтурно») \| 02.06.1971 \| |                 |      |                                                |              |
| № |                 | Поз. | Имя                                            | Год рождения |
| 1 | Флаг Казахстана | Вр   | Галина Рытова (Рари Нант Аугуста)              | 10.09.1975   |
| 2 | Флаг Казахстана | Защ  | Анна Зубкова («Уралочка-ЗМЗ» Златоуст)         | 03.02.1980   |
| 3 | Флаг Казахстана | ПЗ   | Татьяна Губина («Евразия Рахат» Астана)        | 15.12.1977   |
| 4 | Флаг Казахстана | Вр   | Светлана Хапсалис («Евразия Рахат» Астана)     | 15.06.1973   |
| 5 | Флаг Казахстана | Защ  | Светлана Королёва («Евразия Рахат» Астана)     | 07.09.1973   |
| 6 | Флаг Казахстана | ПЗ   | Наталья Красильникова («Евразия Рахат» Астана) | 02.01.1982   |
| 7 | Флаг Казахстана | Защ  | Алёна Клименко («Евразия Рахат» Астана)        | 19.09.1982   |
| 8 | Флаг Казахстана | Нап  | Екатерина Гариева («Евразия Рахат» Астана)     | 11.06.1981   |
| 9 | Флаг Казахстана | Нап  | Асель Джакаева («КИНЕФ» Сургут)                | 14.03.1980   |
| 10 | Флаг Казахстана | Защ  | Марина Гриценко («Евразия Рахат» Астана)       | 17.08.1980   |
| 11 | Флаг Казахстана | Защ  | Лариса Михайлова («Уралочка-ЗМЗ» Златоуст)     | 13.07.1981   |
| 12 | Флаг Казахстана | Защ  | Наталья Игнатьева («Евразия Рахат» Астана)     | 17.08.1978   |
| 13 | Флаг Казахстана | Защ  | Ирина Толкунова («Вольтурно»)                  | 02.06.1971   |

Главный тренер — Станислав Пивоваров
Результаты
Группа A
| Место | Команда   | И | В | Н | П | ГЗ | ГП | +/- | Очки |
| ----- | --------- | - | - | - | - | -- | -- | --- | ---- |
| 1     | Австралия | 3 | 2 | 1 | 0 | 22 | 16 | +6  | 5    |
| 2     | Италия    | 3 | 2 | 0 | 1 | 20 | 14 | +6  | 4    |
| 3     | Греция    | 3 | 1 | 1 | 1 | 17 | 20 | —3  | 3    |
| 4     | Казахстан | 3 | 0 | 0 | 3 | 16 | 25 | —9  | 0    |

Итоговое место — 8
| 16 августа 2004 17:45 (UTC+3) | Греция                                | 8:6 | Казахстан | Водный центр Афин, Афины |
| 16 августа 2004 17:45 (UTC+3) | Счёт по четвертям: 2:2, 2:1, 2:2, 2:1 |     |           | Водный центр Афин, Афины |

| 18 августа 2004 09:30 (UTC+3) | Австралия                             | 9:4 | Казахстан | Водный центр Афин, Афины |
| 18 августа 2004 09:30 (UTC+3) | Счёт по четвертям: 3:2, 2:1, 2:0, 2:1 |     |           | Водный центр Афин, Афины |

| 20 августа 2004 09:00 (UTC+3) | Италия                                | 8:6 | Казахстан | Водный центр Афин, Афины |
| 20 августа 2004 09:00 (UTC+3) | Счёт по четвертям: 2:0, 3:1, 1:4, 2:1 |     |           | Водный центр Афин, Афины |

Матч за 7-8 места
| 22 августа 2004 10:45 (UTC+3) | Казахстан                             | 4:10 | Канада | Водный центр Афин, Афины |
| 22 августа 2004 10:45 (UTC+3) | Счёт по четвертям: 0:2, 1:4, 3:3, 0:1 |      |        | Водный центр Афин, Афины |

### Гимнастика
Спортсменов — 2

#### Спортивная гимнастика
Мужчины
| Спортсмен       | Дисциплина            | Вольные упражнения | Вольные упражнения | Опорный прыжок | Опорный прыжок | Брусья | Брусья | Перекладина | Перекладина | Кольца | Кольца | Конь  | Конь  | Абсолютное первенство | Абсолютное первенство |
| Спортсмен       | Дисциплина            | Очки               | Место              | Очки           | Место          | Очки   | Место  | Очки        | Место       | Очки   | Место  | Очки  | Место | Очки                  | Место                 |
| --------------- | --------------------- | ------------------ | ------------------ | -------------- | -------------- | ------ | ------ | ----------- | ----------- | ------ | ------ | ----- | ----- | --------------------- | --------------------- |
| Ернар Еримбетов | абсолютное первенство | 9,312              | 17                 | 9,625          | 7              | 9,225  | 53     | 9,737       | 4           | 9,537  | 15     | 8,962 | 21    | 56,398                | 14                    |

| Спортсмен       | Дисциплина | Очки  | Место |
| Ернар Еримбетов | брусья     | 9,737 | 8     |

#### Художественная гимнастика
| Спортсменка  | Соревнование              | Квалификация | Квалификация | Квалификация | Квалификация | Квалификация | Квалификация | Финал  | Финал  | Финал  | Финал  | Финал   | Финал |
| Спортсменка  | Соревнование              | Обруч        | Мяч          | Булавы       | Лента        | Всего        | Место        | Обруч  | Мяч    | Булавы | Лента  | Всего   | Место |
| ------------ | ------------------------- | ------------ | ------------ | ------------ | ------------ | ------------ | ------------ | ------ | ------ | ------ | ------ | ------- | ----- |
| Алия Юсупова | индивидуальное многоборье | 25,800       | 26,150       | 25,725       | 23,825       | 101,500      | 5            | 25,500 | 26,600 | 26,325 | 25,550 | 103,975 | 4     |

### Гребля на байдарках и каноэ
Спортсменов — 3

#### Гребля на байдарках и каноэ
Мужчины
| Спортсмен            | Дисциплина | Предварительный этап | Предварительный этап | Полуфиналы | Полуфиналы | Финал     | Финал     |
| Спортсмен            | Дисциплина | Время                | Место                | Время      | Место      | Время     | Место     |
| -------------------- | ---------- | -------------------- | -------------------- | ---------- | ---------- | --------- | --------- |
| Кайсар Нурмаганбетов | К-1 500 м  | 1:55,636             | 16                   | 1:53,333   | 11         | Не прошёл | Не прошёл |
| Кайсар Нурмаганбетов | К-1 1000 м | 4:00,486             | 13                   | 3:57,804   | 9          | Не прошёл | Не прошёл |

Женщины
| Спортсмен                       | Дисциплина | Предварительный этап | Предварительный этап | Полуфиналы | Полуфиналы | Финал     | Финал     |
| Спортсмен                       | Дисциплина | Время                | Место                | Время      | Место      | Время     | Место     |
| ------------------------------- | ---------- | -------------------- | -------------------- | ---------- | ---------- | --------- | --------- |
| Наталья Сергеева                | Б-1 500 м  | DSQ                  | x                    | Не прошла  | Не прошла  | Не прошла | Не прошла |
| Наталья Сергеева Эллина Ужахова | Б-2 500 м  | 1:46,710             | 15                   | 1:46,214   | 6          | Не прошли | Не прошли |

### Дзюдо
Спортсменов — 8
Мужчины
| Соревнование | Спортсмен           | 1/16                          | 1/8                                 | Четвертьфиналы                   | Полуфиналы           | Финал                | Утешительный (1 раунд)        | Утешительный (четвертьфинал)     | Утешительный (полуфинал)        | Утешительный финал за 3 место |
| Соревнование | Спортсмен           | Соперник Результат            | Соперник Результат                  | Соперник Результат               | Соперник Результат   | Соперник Результат   | Соперник Результат            | Соперник Результат               | Соперник Результат              | Соперник Результат            |
| ------------ | ------------------- | ----------------------------- | ----------------------------------- | -------------------------------- | -------------------- | -------------------- | ----------------------------- | -------------------------------- | ------------------------------- | ----------------------------- |
| до 60 кг     | Базарбек Донбай     | Омар Ребахи (ALG) 1000-0000   | Нестор Хергиани (GEO) 0000-0010     | Завершил выступление             | Завершил выступление | Завершил выступление | Кэндзи Уэмацу (ESP) 0001-0200 | Завершил выступление             | Завершил выступление            | Завершил выступление          |
| до 66 кг     | Муратбек Кипшакбаев | Хуан Хасинто (DOM) 0100-0000  | Милош Миялкович (SCG) 0002-0001     | Георгий Георгиев (BUL) 0001-0100 | Завершил выступление | Завершил выступление |                               | Давид Маргошвили (GEO) 0001-0010 | Завершил выступление            | Завершил выступление          |
| до 73 кг     | Сагдат Садыков      | Джимми Педро (USA) 0000-1001  | Завершил выступление                | Завершил выступление             | Завершил выступление | Завершил выступление | Завершил выступление          | Завершил выступление             | Завершил выступление            | Завершил выступление          |
| до 100 кг    | Асхат Житкеев       | Игорь Макаров (BLR) 0010-1010 | Завершил выступление                | Завершил выступление             | Завершил выступление | Завершил выступление | Тимо Пелтола (FIN) 0221-0001  | Ивери Жикураули (GEO) 1000-0000  | Мовлуд Миралиев (AZE) 0001-0021 | Завершил выступление          |
| свыше 100 кг | Елдос Ихсангалиев   | Хадир Лазаме (IRQ) 1000-0000  | Деннис ван дер Гест (NED) 0001-1001 | Завершил выступление             | Завершил выступление | Завершил выступление | Завершил выступление          | Завершил выступление             | Завершил выступление            | Завершил выступление          |

Женщины
| Соревнование | Спортсмен        | 1/16                          | 1/8                           | Четвертьфиналы        | Полуфиналы            | Финал                 | Утешительный (1 раунд)              | Утешительный (четвертьфинал) | Утешительный (полуфинал) | Утешительный финал за 3 место |
| Соревнование | Спортсмен        | Соперник Результат            | Соперник Результат            | Соперник Результат    | Соперник Результат    | Соперник Результат    | Соперник Результат                  | Соперник Результат           | Соперник Результат       | Соперник Результат            |
| ------------ | ---------------- | ----------------------------- | ----------------------------- | --------------------- | --------------------- | --------------------- | ----------------------------------- | ---------------------------- | ------------------------ | ----------------------------- |
| до 48 кг     | Татьяна Шишкина  | Лиссет Ороско (COL) 0012-0011 | Алина Думитру (ROU) 0000-1011 | Завершил выступление  | Завершил выступление  | Завершил выступление  | Анна Земла-Краевска (POL) 0100-1000 | Завершил выступление         | Завершил выступление     | Завершил выступление          |
| до 52 кг     | Шолпан Калиева   |                               | Илсе Хейлен (BEL) 0000-1000   | Завершил выступление  | Завершил выступление  | Завершил выступление  | Завершил выступление                | Завершил выступление         | Завершил выступление     | Завершил выступление          |
| до 78 кг     | Варвара Масягина | Николь Кьюбс (USA) 0000-1000  | Завершила выступление         | Завершила выступление | Завершила выступление | Завершила выступление | Завершила выступление               | Завершила выступление        | Завершила выступление    | Завершила выступление         |

### Лёгкая атлетика
Спортсменов — 21
Мужчины
| Спортсмен         | Дисциплина      | Предварительный раунд | Предварительный раунд | Полуфиналы | Полуфиналы | Финал     | Финал     |
| Спортсмен         | Дисциплина      | Результат             | Место                 | Результат  | Место      | Результат | Место     |
| ----------------- | --------------- | --------------------- | --------------------- | ---------- | ---------- | --------- | --------- |
| Геннадий Черновол | 100 м           | 10,43                 | 45                    | 10,42      | 37         | Не прошёл | Не прошёл |
| Михаил Колганов   | 800 м           | 1:47,36               | 39                    | Не прошёл  | Не прошёл  | Не прошёл | Не прошёл |
| Евгений Мелешенко | 400 м с/б       | 49,43                 | 22                    | 49,48      | 20         | Не прошёл | Не прошёл |
| Валерий Борисов   | ходьба на 20 км |                       |                       |            |            | 1:27,39   | 27        |
| Сергей Корепанов  | ходьба на 50 км |                       |                       |            |            | 3:59,33   | 20        |
| Рустам Куватов    | ходьба на 50 км | 4:13,30               | 37                    |            |            |           |           |
| Роман Валиев      | тройной прыжок  |                       |                       | NM         | —          | Не прошёл | Не прошёл |
| Григорий Егоров   | прыжки с шестом |                       |                       | NM         | —          | Не прошёл | Не прошёл |

| Спортсмен      | Дисциплина  | бег на 100 м | бег на 100 м | прыжок в длину | прыжок в длину | толкание ядра | толкание ядра | прыжок в высоту | прыжок в высоту | бег на 400 м | бег на 400 м | бег на 110 м с/б | бег на 110 м с/б | метание диска | метание диска | прыжки с шестом | прыжки с шестом | метание копья | метание копья | бег на 1500 м | бег на 1500 м | Итог      | Итог  |
| Спортсмен      | Дисциплина  | Результат    | Очки         | Результат      | Очки           | Результат     | Очки          | Результат       | Очки            | Результат    | Очки         | Результат        | Очки             | Результат     | Очки          | Результат       | Очки            | Результат     | Очки          | Результат     | Очки          | Результат | Место |
| -------------- | ----------- | ------------ | ------------ | -------------- | -------------- | ------------- | ------------- | --------------- | --------------- | ------------ | ------------ | ---------------- | ---------------- | ------------- | ------------- | --------------- | --------------- | ------------- | ------------- | ------------- | ------------- | --------- | ----- |
| Дмитрий Карпов | десятиборье | 10,50        | 975          | 7,81           | 1012           | 15,93         | 847           | 2,09            | 887             | 46,81        | 968          | 13,97            | 978              | 51,65         | 905           | 4,60            | 790             | 55,54         | 671           | 4:38,11       | 692           | 8725 AR   | 3     |

Женщины
| Спортсмен                  | Дисциплина      | Предварительный раунд | Предварительный раунд | Четвертьфиналы | Четвертьфиналы | Полуфиналы | Полуфиналы | Финал     | Финал     |
| Спортсмен                  | Дисциплина      | Результат             | Место                 | Результат      | Место          | Результат  | Место      | Результат | Место     |
| -------------------------- | --------------- | --------------------- | --------------------- | -------------- | -------------- | ---------- | ---------- | --------- | --------- |
| Виктория Ковырева          | 100 м           | 11,62                 | 41                    | Не прошла      | Не прошла      | Не прошла  | Не прошла  | Не прошла | Не прошла |
| Светлана Бодрицкая         | 400 м           |                       |                       | 53,35          | 34             | Не прошла  | Не прошла  | Не прошла | Не прошла |
| Татьяна Росланова          | 800 м           |                       |                       | 2:06,39        | 35             | Не прошла  | Не прошла  | Не прошла | Не прошла |
| Наталья Торшина-Алимжанова | 400 м с/б       |                       |                       | 55,22          | 16             | 55,08      | 12         | Не прошла | Не прошла |
| Елена Кузнецова            | ходьба на 20 км |                       |                       |                |                |            |            | 1:49,08   | 50        |
| Светлана Толстая           | ходьба на 20 км | 1:34,43               | 28                    |                |                |            |            |           |           |
| Елена Кощеева              | прыжки в длину  |                       |                       |                |                | 6,57       | 11         | 6,53      | 11        |
| Марина Аитова              | прыжки в высоту |                       |                       |                |                | 1,85       | 31         | Не прошла | Не прошла |
| Татьяна Бочарова           | тройной прыжок  |                       |                       |                |                | 13,81      | 25         | Не прошла | Не прошла |
| Иоланта Ульева             | толкание ядра   |                       |                       |                |                | 14,88      | 35         | Не прошла | Не прошла |

| Спортсмен         | Дисциплина | бег на 100 м с/б | бег на 100 м с/б | прыжок в высоту | прыжок в высоту | толкание ядра | толкание ядра | бег на 200 м | бег на 200 м | прыжок в длину | прыжок в длину | метание копья | метание копья | бег на 800 м | бег на 800 м | Итог      | Итог  |
| Спортсмен         | Дисциплина | Результат        | Очки             | Результат       | Очки            | Результат     | Очки          | Результат    | Очки         | Результат      | Очки           | Результат     | Очки          | Результат    | Очки         | Результат | Место |
| ----------------- | ---------- | ---------------- | ---------------- | --------------- | --------------- | ------------- | ------------- | ------------ | ------------ | -------------- | -------------- | ------------- | ------------- | ------------ | ------------ | --------- | ----- |
| Светлана Казанина | семиборье  | 14,99            | 843              | 1,70            | 855             | 12,38         | 686           | 26,31        | 770          | NM             | 0              | 39,92         | 666           | DNS          | 0            | DNF       | x     |
| Ирина Науменко    | семиборье  | 14,16            | 956              | 1,79            | 966             | 12,95         | 724           | 24,88        | 898          | 6,16           | 899            | 39,50         | 658           | 2:14,57      | 899          | 6000      | 22    |

### Плавание
Спортсменов — 11
В следующий раунд на каждой дистанции проходят лучшие спортсмены по времени, независимо от места занятого в своём заплыве.
Мужчины
| Спортсмен          | Дисциплина                 | Предварительные заплывы | Предварительные заплывы | Полуфиналы           | Полуфиналы           | Финал                | Финал                |
| Спортсмен          | Дисциплина                 | Результат               | Место                   | Результат            | Место                | Результат            | Место                |
| ------------------ | -------------------------- | ----------------------- | ----------------------- | -------------------- | -------------------- | -------------------- | -------------------- |
| Олег Штейников     | 50 м вольный стиль         | 23,88                   | 55                      | Завершил выступление | Завершил выступление | Завершил выступление | Завершил выступление |
| Вячеслав Титаренко | 100 м вольный стиль        | 52,09                   | 51                      | Завершил выступление | Завершил выступление | Завершил выступление | Завершил выступление |
| Виталий Хан        | 200 м вольный стиль        | 1:56,11                 | 55                      | Завершил выступление | Завершил выступление | Завершил выступление | Завершил выступление |
| Станислав Осинский | 100 м на спине             | 59,92                   | 41                      | Завершил выступление | Завершил выступление | Завершил выступление | Завершил выступление |
| Владислав Поляков  | 100 м брасс                | 1:01,16                 | 7                       | 1:01,36              | 8                    | 1:01,34              | 5                    |
| Владислав Поляков  | 200 м брасс                | 2:12,96                 | 6                       | 2:12,19              | 7                    | 2:11,76              | 5                    |
| Рустам Худиев      | 100 м баттерфляй           | 55,03                   | 41                      | Завершил выступление | Завершил выступление | Завершил выступление | Завершил выступление |
| Евгений Рыжков     | 200 м комплексное плавание | DSQ                     | x                       | Завершил выступление | Завершил выступление | Завершил выступление | Завершил выступление |

Женщины
| Спортсмен         | Дисциплина                 | Предварительный раунд | Предварительный раунд | Полуфинал             | Полуфинал             | Финал                 | Финал                 |
| Спортсмен         | Дисциплина                 | Результат             | Место                 | Результат             | Место                 | Результат             | Место                 |
| ----------------- | -------------------------- | --------------------- | --------------------- | --------------------- | --------------------- | --------------------- | --------------------- |
| Елена Скалинская  | 50 м вольный стиль         | 27,04                 | 39                    | Завершила выступление | Завершила выступление | Завершила выступление | Завершила выступление |
| Елена Скалинская  | 100 м вольный стиль        | 58,56                 | 41                    | Завершила выступление | Завершила выступление | Завершила выступление | Завершила выступление |
| Юлия Риссик       | 200 м вольный стиль        | 2:09,93               | 41                    | Завершила выступление | Завершила выступление | Завершила выступление | Завершила выступление |
| Анастасия Прилепа | 100 м на спине             | 1:07,55               | 38                    | Завершила выступление | Завершила выступление | Завершила выступление | Завершила выступление |
| Марина Муляева    | 200 м комплексное плавание | 2:24,25               | 28                    | Завершила выступление | Завершила выступление | Завершила выступление | Завершила выступление |

### Современное пятиборье
Спортсменов — 2
Современное пятиборье включает в себя: стрельбу, плавание, фехтование, верховую езду и кросс.
Женщины
| Спортсмены         | Дисциплина        | Стрельба  | Стрельба | Стрельба | Фехтование | Фехтование | Фехтование | Плавание  | Плавание | Плавание | Верховая езда | Верховая езда | Верховая езда | Кросс    | Кросс | Кросс | Всего     | Всего |
| Спортсмены         | Дисциплина        | Попадания | Очки     | Место    | Уколы      | Очки       | Место      | Результат | Очки     | Место    | Результат     | Очки          | Место         | Время    | Очки  | Место | Результат | Место |
| ------------------ | ----------------- | --------- | -------- | -------- | ---------- | ---------- | ---------- | --------- | -------- | -------- | ------------- | ------------- | ------------- | -------- | ----- | ----- | --------- | ----- |
| Лада Джиенбаланова | личное первенство | 158       | 832      | 27       | 17         | 860        | 7          | 2:18,49   | 1260     | 7        | 56            | 1144          | 5             | 11:25,45 | 980   | 21    | 5076      | 14    |
| Людмила Шумилова   | личное первенство | 170       | 976      | 17       | 7          | 568        | 32         | 2:27,22   | 1156     | 22       | 168           | 1032          | 22            | 11:43,41 | 908   | 25    | 4640      | 30    |

Современное пятиборье включает в себя: стрельбу, плавание, фехтование, верховую езду и кросс.
Женщины
| Спортсмены         | Дисциплина        | Стрельба  | Стрельба | Стрельба | Фехтование | Фехтование | Фехтование | Плавание  | Плавание | Плавание | Верховая езда | Верховая езда | Верховая езда | Кросс    | Кросс | Кросс | Всего     | Всего |
| Спортсмены         | Дисциплина        | Попадания | Очки     | Место    | Уколы      | Очки       | Место      | Результат | Очки     | Место    | Результат     | Очки          | Место         | Время    | Очки  | Место | Результат | Место |
| ------------------ | ----------------- | --------- | -------- | -------- | ---------- | ---------- | ---------- | --------- | -------- | -------- | ------------- | ------------- | ------------- | -------- | ----- | ----- | --------- | ----- |
| Лада Джиенбаланова | личное первенство | 158       | 832      | 27       | 17         | 860        | 7          | 2:18,49   | 1260     | 7        | 56            | 1144          | 5             | 11:25,45 | 980   | 21    | 5076      | 14    |
| Людмила Шумилова   | личное первенство | 170       | 976      | 17       | 7          | 568        | 32         | 2:27,22   | 1156     | 22       | 168           | 1032          | 22            | 11:43,41 | 908   | 25    | 4640      | 30    |

### Синхронное плавание
Спортсменок — 2
| Спортсменка                 | Соревнование | Техническая программа | Техническая программа | Произвольная программа (предварительная) | Произвольная программа (предварительная) | Произвольная программа (предварительная) | Произвольная программа (предварительная) | Произвольная программа (Финал) | Произвольная программа (Финал) | Произвольная программа (Финал) | Произвольная программа (Финал) |
| Спортсменка                 | Соревнование | Очков                 | Место                 | Очков                                    | Место                                    | Всего очков                              | Место                                    | Очков                          | Место                          | Всего очков                    | Место                          |
| --------------------------- | ------------ | --------------------- | --------------------- | ---------------------------------------- | ---------------------------------------- | ---------------------------------------- | ---------------------------------------- | ------------------------------ | ------------------------------ | ------------------------------ | ------------------------------ |
| Алия Каримова Арна Токтаган | дуэт         | 42,250                | 18                    | 42,667                                   | 18                                       | 84,917                                   | 18                                       | Не прошли                      | Не прошли                      | Не прошли                      | Не прошли                      |

### Стрельба
Мужчины
| Спортсмен         | Дисциплина                                       | Квалификация | Квалификация | Финал                | Финал                | Место                |
| Спортсмен         | Дисциплина                                       | Очков        | Место        | Очков                | Всего                | Место                |
| ----------------- | ------------------------------------------------ | ------------ | ------------ | -------------------- | -------------------- | -------------------- |
| Владимир Исаченко | пневматический пистолет, 10 м                    | 576          | 23           | Закончил выступление | Закончил выступление | Закончил выступление |
| Владимир Исаченко | пистолет, 50 м                                   | 561          | 7            | 93,5                 | 654,5                | 6                    |
| Андрей Гуров      | пневматическая винтовка, движущаяся мишень, 10 м | 562          | 16           | Закончил выступление | Закончил выступление | Закончил выступление |

Женщины
| Спортсменка    | Дисциплина                    | Квалификация | Квалификация | Финал                 | Финал                 | Место                 |
| Спортсменка    | Дисциплина                    | Очков        | Место        | Очков                 | Всего                 | Место                 |
| -------------- | ----------------------------- | ------------ | ------------ | --------------------- | --------------------- | --------------------- |
| Галина Беляева | пневматический пистолет, 10 м | 373          | 33           | Закончила выступления | Закончила выступления | Закончила выступления |
| Галина Беляева | пистолет, 25 м                | 577          | 13           | Закончила выступления | Закончила выступления | Закончила выступления |
| Ольга Довгун   | пневматическая винтовка, 10 м | 395          | 12           | Закончила выступления | Закончила выступления | Закончила выступления |
| Ольга Довгун   | винтовка с трёх позиций, 50 м | 588          | 1            | 96,9                  | 684,9                 | 4                     |

### Стрельба из лука
Спортсменов — 3
Мужчины
| Спортсмен            | Дисциплина        | Предварительный раунд | Предварительный раунд | 1/32 финала                 | 1/16 финала                     | 1/8 финала | 1/4 финала | Полуфинал | Финал     |
| Спортсмен            | Дисциплина        | Результат             | Место                 | 1/32 финала                 | 1/16 финала                     | 1/8 финала | 1/4 финала | Полуфинал | Финал     |
| -------------------- | ----------------- | --------------------- | --------------------- | --------------------------- | ------------------------------- | ---------- | ---------- | --------- | --------- |
| Станислав Забродский | личное первенство | 651                   | 29                    | Питер Кустерс (NED) 145:141 | Пак Юн Мо (KOR) 164:164 (19:20) | Не прошёл  | Не прошёл  | Не прошёл | Не прошёл |

Женщины
| Спортсмен             | Дисциплина        | Предварительный раунд | Предварительный раунд | 1/32 финала                 | 1/16 финала                    | 1/8 финала | 1/4 финала | Полуфинал | Финал     |
| Спортсмен             | Дисциплина        | Результат             | Место                 | 1/32 финала                 | 1/16 финала                    | 1/8 финала | 1/4 финала | Полуфинал | Финал     |
| --------------------- | ----------------- | --------------------- | --------------------- | --------------------------- | ------------------------------ | ---------- | ---------- | --------- | --------- |
| Виктория Белослюдцева | личное первенство | 629                   | 26                    | Деон Бриджер (AUS) 150:145  | Жустина Моспинек (POL) 155:163 | Не прошла  | Не прошла  | Не прошла | Не прошла |
| Ольга Пилипова        | личное первенство | 616                   | 48                    | Наоми Фолкард (GBR) 128:139 | Не прошла                      | Не прошла  | Не прошла  | Не прошла | Не прошла |

### Триатлон
Спортсменов — 3
Соревнования по триатлону состояли из 3 этапов — плавание (1,5 км), велоспорт (40 км), бег (10 км).
Мужчины
| Спортсмен      | Соревнование      | Плавание | Велоспорт | Бег   | Итоговое время | Место | Отставание |
| -------------- | ----------------- | -------- | --------- | ----- | -------------- | ----- | ---------- |
| Дмитрий Гааг   | личное первенство | 18:29    | 1:05,23   | 32:36 | 1:56:28,97     | 25    | +5:21,24   |
| Даниил Сапунов | личное первенство | 18:14    | 1:02,41   | 33:38 | 1:54:33,15     | 17    | +3:25,42   |

Женщины
| Спортсмен        | Соревнование      | Плавание | Велоспорт | Бег   | Итоговое время | Место | Отставание |
| ---------------- | ----------------- | -------- | --------- | ----- | -------------- | ----- | ---------- |
| Екатерина Шатная | личное первенство | 22:00    | 1:16,50   | 40:36 | 2:19:26,75     | 41    | +14:43,30  |

### Тхэквондо
Спортсменов — 1
| Соревнование | Спортсмен           | Турнир       | 1/8 финала                | Четвертьфинал               | Полуфинал                     | Финал              |           |
| Соревнование | Спортсмен           | Турнир       | Соперник Результат        | Соперник Результат          | Соперник Результат            | Соперник Результат |           |
| ------------ | ------------------- | ------------ | ------------------------- | --------------------------- | ----------------------------- | ------------------ | --------- |
| свыше 80 кг  | Адильхан Сагындыков | За 1-е место | Мун Дэ Сун (KOR) пор. 2—7 | Не прошел                   | Не прошел                     | Не прошел          |           |
| свыше 80 кг  | Адильхан Сагындыков | За 3-е место |                           | Джон Гарсия (ESP) поб. 5+—5 | Ибрахим Камал (JOR) пор. 2—2+ | Не прошел          | Не прошел |

### Тяжёлая атлетика
Спортсменов — 3
Мужчины
| Спортсмен        | Категория | Рывок     | Рывок | Толчок    | Толчок | Сумма    | Место |
| Спортсмен        | Категория | Результат | Место | Результат | Место  | Сумма    | Место |
| ---------------- | --------- | --------- | ----- | --------- | ------ | -------- | ----- |
| Сергей Филимонов | до 77 кг  | 172,5 кг  | 1     | 200 кг    | 2      | 372,5 кг | 2     |
| Бахыт Ахметов    | до 94 кг  | 180 кг    | 4     | 210 кг    | 8      | 390 кг   | 7     |

Женщины
| Спортсмен       | Категория | Рывок     | Рывок | Толчок    | Толчок | Сумма    | Место |
| Спортсмен       | Категория | Результат | Место | Результат | Место  | Сумма    | Место |
| --------------- | --------- | --------- | ----- | --------- | ------ | -------- | ----- |
| Татьяна Хромова | до 75 кг  | 117,5 кг  | 5     | 135 кг    | 8      | 252,5 кг | 6     |

## Вознаграждение
Спортсмены, занявшие с 1 по 6 места, и их тренеры получили денежные вознаграждения в установленных размерах.
| Место | Сумма вознаграждения |
| ----- | -------------------- |
| 1     | 100 000 USD          |
| 2     | 50 000 USD           |
| 3     | 30 000 USD           |
| 4     | 10 000 USD           |
| 5     | 5 000 USD            |
| 6     | 3 000 USD            |